# Benoît Audran le Vieux
Pour les articles homonymes, voir famille Audran et Audran.
Benoît Audran Ier, dit « le Vieux » pour le distinguer de son neveu et filleul Benoît Audran le Jeune, né le 22 novembre 1661 à Lyon et mort le 2 octobre 1721 , est un graveur français.

## Biographie
Troisième fils de Germain Audran, Benoît quitta, après avoir commencé sa formation auprès de son père, fort jeune sa ville natale pour venir se mettre sous la direction de son oncle, le célèbre Girard, qui était plus apte que quiconque à lui donner de bons conseils et à le diriger dans la voie qu’il entendait suivre. Sous la direction de celui-ci, il fit de rapides progrès et put bientôt voler de ses propres ailes.
Après avoir signé un grand nombre d’images de piété gravées avec plus de soin que ne l’étaient d’ordinaire ce genre d’estampes, après avoir exécuté d’après Antoine Dieu, d’après Hallé et d’après Coypel, quelques vignettes destinées à accompagner un texte ou à être insérées dans des ouvrages imprimés, il signa plusieurs planches lui donnant un rang distingué parmi les graveurs français. Sa réputation est fondée sur des sujets et des portraits historiques.
D’un talent inégal, il a tantôt cherché à rappeler le style de son maitre et à donner aux tailles de son burin un brillant et un moelleux qui n’étaient pas dans son tempérament. Il a forcé sa manière et, quelque habile que soit le travail de l’Architecture d’après Boullogne et de la Peinture d’après Claude Audran, ces deux estampes ne peuvent être comptées parmi les meilleures de l’œuvre d’Audran le Vieux ; elles procèdent directement de la manière mise en honneur par Girard Audran, dont il n’a jamais égalé le style, mais précisément parce qu’elles accusent une imitation, elles offrent moins d’intérêt que les estampes dans lesquelles Benoît Audran a laissé libre cours à ses instincts et gravé selon son gout propre, sans se préoccuper de suivre une trace quelconque. Néanmoins, son style, comme celle de son maitre, est audacieuse et claire, son dessin de la figure est très correct, et il y a une belle expression de caractère dans ses têtes. C’est un graveur qui a puisé à l’école des peintres français le respect de l’expression et des convenances pittoresques, mais qui préfère la sagesse à la fougue et l’harmonie des lignes aux hardiesses de la couleur.
Audran le Vieux ne s’est montré véritablement bien inspiré devant des œuvres de coloristes que lorsqu’il s’est attaqué à Rubens. Dans la série célèbre de peintures consacrées à la gloire de Marie de Médicis, il eut pour mission de graver l’Accouchement de la reine et l’Échange des deux reines. Il sut transporter sur le métal l’harmonie vigoureuse des tableaux du maitre flamand et se montra là l’émule de Gaspard Duchange, de son frère Jean Audran, d’Antoine Trouvain et de Jean-Baptiste Massé à qui avait été confié le soin de reproduire cette série de peintures destinées à la galerie du Luxembourg.
Gravée d’après Eustache Le Sueur, la Maladie d’Alexandre est la meilleure planche de l’œuvre de Benoît Audran en ce qu’elle donne la mesure complète de son savoir. Parmi les œuvres remarquables de Benoît le Vieux, on cite encore les Plaisirs des jardins, reproduction d’un plafond de Pierre Mignard ; les portraits de Jean-Paul Bignon, d’après Joseph Vivien ; de Fénelon, d’après le même, 1714 ; de Jacques Le Goux de la Berchère, 1708, d’après Boullogne l’ainé et de Molière, d’après Mignard; les deux faces du tableau de Daniele da Volterra, David vainqueur de Goliath, et l’Annonciation, une petite planche traitée avec liberté d’après François Verdier. On lui doit également un livre célèbre accompagné de planches gravées par Benoît Audran, les Amours pastorales de Daphnis et Chloé avec figures, 1718. Les estampes d’Audran sont habilement gravées et, quoique assez lourdes dans certaines parties, peuvent être comprises parmi les planches les plus recommandables de son œuvre.
Benoît Audran fut reçu à l’Académie le 27 juillet 1709, sur la présentation du Portrait de J. B. Colbert, d’après Claude Lefebvre, et d’une Élévation de la croix, d’après Charles Le Brun, deux ouvrages qui n’occupent pas dans l’œuvre de l’artiste une place importante. Il fut nommé conseiller de l’Académie le 26 octobre 1715 et graveur du roi, avec une pension. Son portrait, d’après J. Vivien, a été gravé par son neveu Benoît le Jeune.

## Iconographie
Joseph Vivien a fait son portrait (musée des beaux-arts de Caen).